# Nhóm các trường đại học Compostela
Nhóm các trường đại học Compostela (tiếng Anh: Compostela Group of Universities, viết tắt CGU) là một tổ chức phi lợi nhuận với 67 trường đại học thành viên trên thế giới. Mục đích chính của tổ chức là thúc đẩy và thực thi các dự án cộng tác giữa các đại học.